# Бланш Бургундска (1288 – 1348)
Бланш (Бианка) Бургундска (на френски: Blanche de Bourgogne, * 1288, † 28 юли 1348) от Старата бургундска династия, е чрез женитба графиня на Савоя (1323 – 1329).

## Произход
Тя е дъщеря на херцог Роберт II (1248 – 1306) и съпругата му принцеса Агнеса Френска (1260 – 1327), дъщеря на френския крал Луи IX и Маргарита Прованска.

## Фамилия
Бланш (или Бианка) се омъжва на 18 октомври 1307 г. в двореца на Монбар за Едуард Савойски (1273 – 1329), граф на Савоя (1323 – 1329). Те имат само една дъщеря:
- Жана (1310 – 1344), омъжена 1329 г. за Жан III Добрия (1286 – 1341), херцог на Бретан.